# Río Ouaka
El río Ouaka es un destacado río del África central, uno de los principales afluentes del río Ubangui, a su vez afluente del río Congo. Tiene una longitud de 550 km (otras fuentes hablan de  611 km) y discurre íntegramente por la prefectura  de Ouaka de la República Centroafricana. La principal localidad que atraviesa es la capital de la prefectura, la ciudad de Bambari, que en 2003 contaba con  41 356 habitantes.

## Afluentes
- Ngou-Mbourou
- Bakéta
- Youhamba
- Baidou

## Hidrometría
El flujo mensual medio del Ouaka medido en la estación hidrológica en Bambari, a unos 230 km por encima de la desembocadura en el Ubangi en m³/s (1952-1976).
| Caudal medio mensual del río Ouaka en la estación hidrométrica de Bambari (en m³/s. Datos calculados en el período de 24 años, 1952-1976) |
| |